# Rumex thyrsiflorus
Rumex thyrsiflorus és una planta de la família de les poligonàcies que només creix al centre d'Europa.

## Descripció

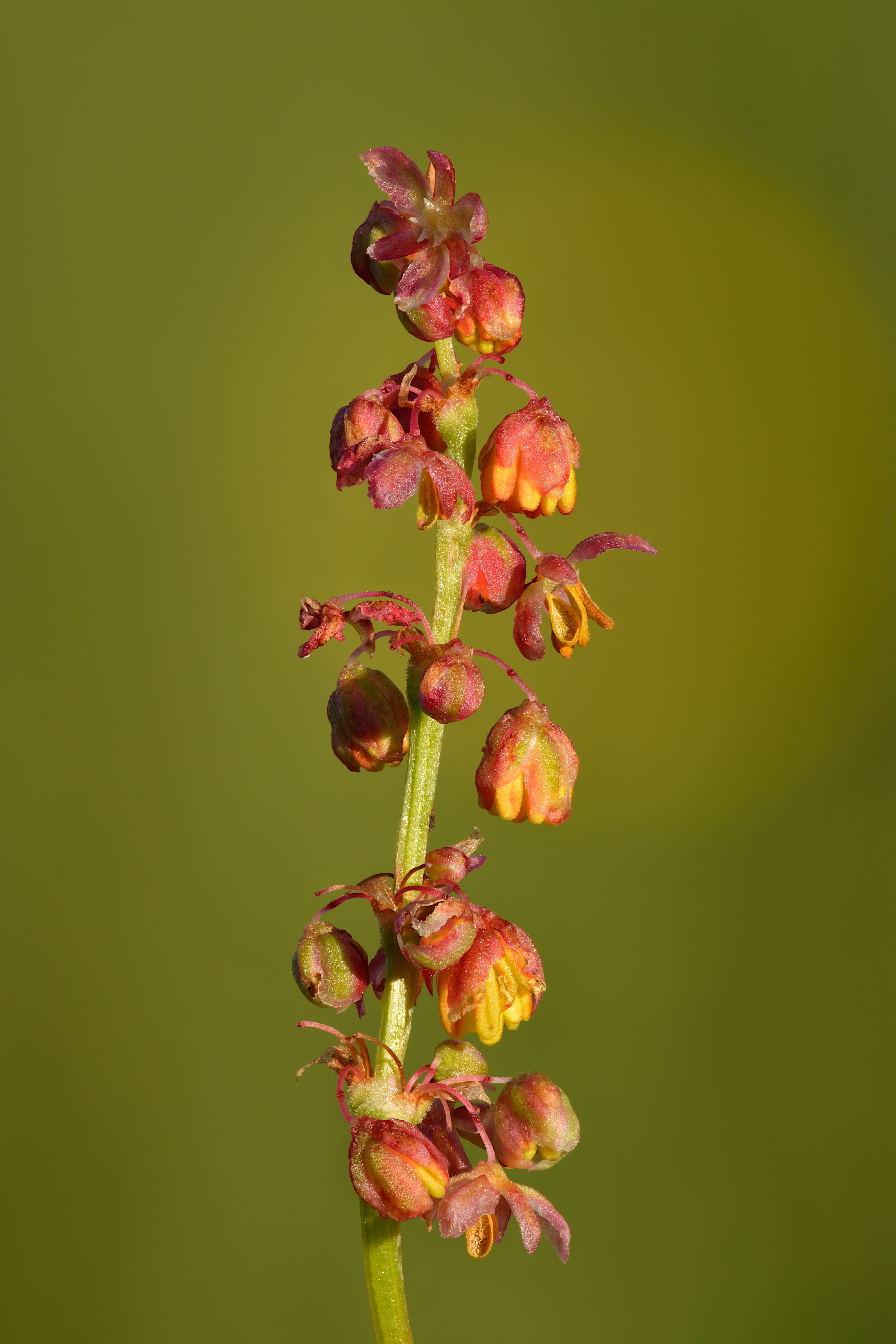

Planta perenne i herbàcia, la qual pot arribar a una altura d'uns 120 centímetres i generalment dioics. El disseny de les fulles és molt diferent, la gran majoria són estretes en el seu començament i quan avancem la fulla creix i adquireix una forma lanceolada, una mica en forma de fletxa. Les fulles són al voltant de quatre a 14 vegades més que àmples que les tiges. La base de les fulles són molt llargues, mentre que la part superior de la tija, les fulles són més amples que llargues.
L'extensa ramificació de la inflorescència en les branques esdevé en denses panícules plenes de fruits.
L'interior de la punta membranosa de les flors s'arrodoneixen adquirint una forma de ronyó, de 2,5 a 3,5 mil·límetres de llarg. Normalment són més amples que llargues. Posseeixen un petit i aplanat fruit. Aquestos tenen la closca de color marró fosc i solen assolir mides del voltant d'1,8 a 22 mil·límetres. La seua floració és des de juliol a agost.

## Distribució
R. thyrsiflorus prové d'Escandinàvia i s'ha estés a la part oriental de l'Europa central i dels Balcans a Sibèria. A Europa central l'espècie assoleix el seu límit més occidental, però a poc a poc s'astén al llarg de les carreteres principals, una clara tendència de propagació gràcies a la intervenció antròpica.